# Károly Zipernowsky

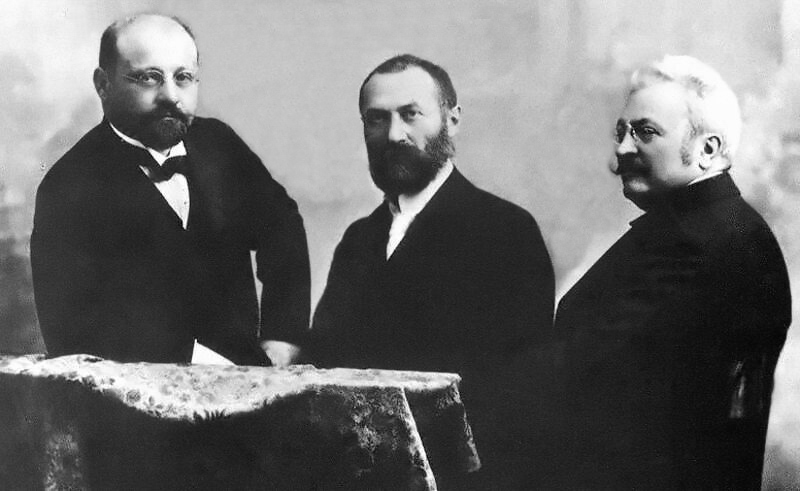
Károly Zipernowsky (r), samen met Déri en Bláthy

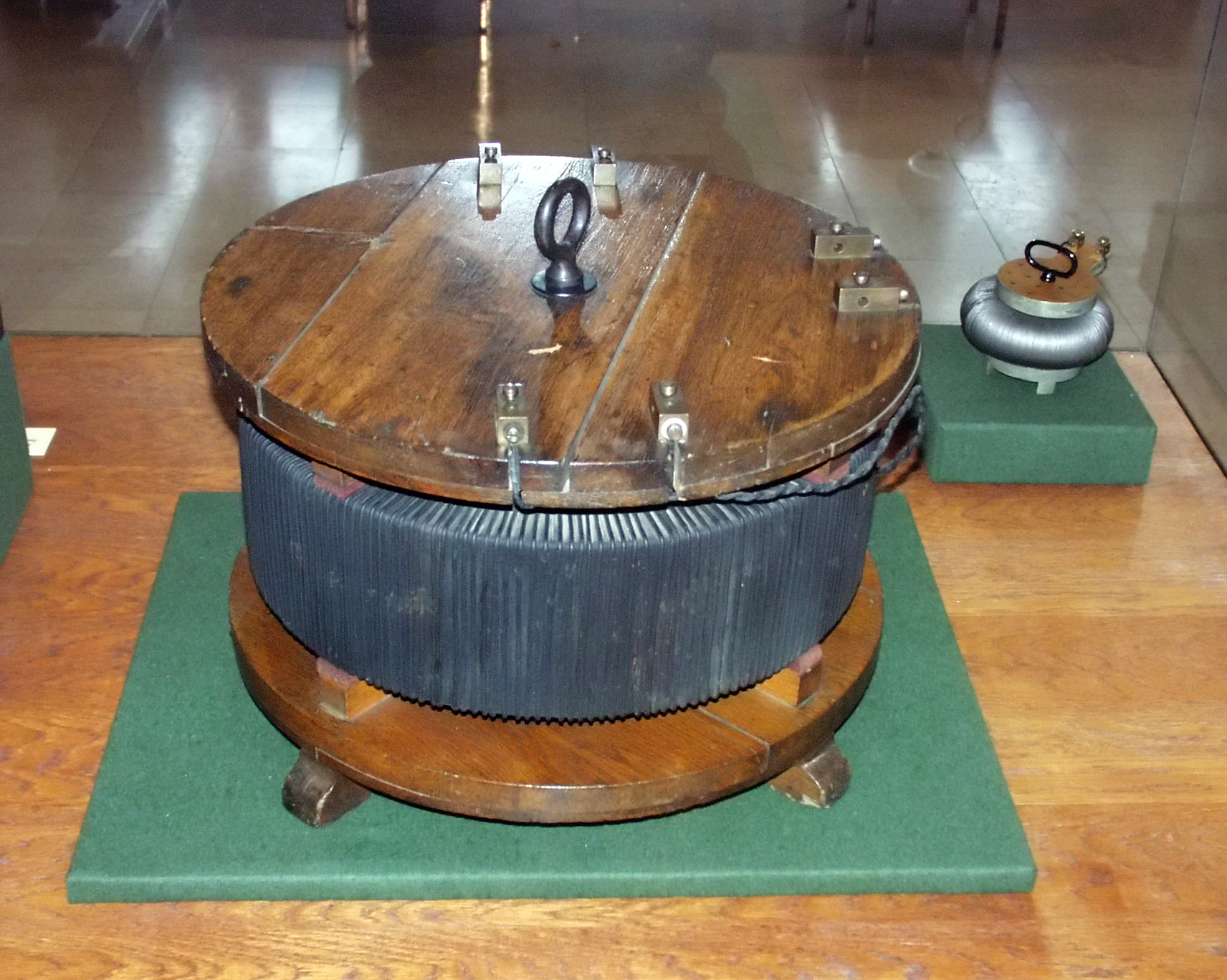
Eersten transformatoren (Déri-Bláthy-Zipernowsky, Budapest 1885.)

Károly Zipernowsky (Wenen, 4 april 1853 – Boedapest, 29 november 1942) was een Hongaars elektrotechnicus en mede-uitvinder van de elektrische transformator en andere wisselstroomtechnologieën.

## Biografie
Károly Zipernowsky studeerde af in Boedapest, waar hij tijdens zijn studietijd aan de Technische Universiteit reeds voordrachten gaf over elektriciteit. In 1878 vertrouwde András Mechwart, directeur van de Ganz fabrieken, hem de organisatie van hun pas opgerichte elektrotechnische afdeling toe. Onder Zipernowsky's leiderschap kreeg Ganz al snel een pioniersrol in de wisselstroomtechniek.
Samen met Miksa Déri en Ottó Bláthy zocht hij naar manieren om elektrische energie met een hoger rendement te transporteren. Ze experimenteerden met energieopwekking en spanningsomzetting, wat leidde tot de uitvinding van de ZBD-transformator in 1885. Met hun ontwikkelde transformator kon men hoogspanning omzetten naar een lagere gebruikersspanning, geschikt voor lampen en motoren. Nikola Tesla kwam daarna met een transformator voor het omgekeerde proces. Samen worden deze transformatoren nu overal toegepast in elektriciteitsnetten.
In 1893 verwierf Zipernowsky de baan van docent van de elektrotechnisch faculteit aan de Technische Universiteit van Boedapest, mede dankzij zijn grote industriële kennis en ervaringen. Hij zou bij de universiteit blijven tot aan zijn pensionering in 1924. Károly Zipernowsky overleed op 90-jarige leeftijd in Boedapest.